# Minna von Budinszky
Min(n)a von Budinszky, auch Budyńska (* 3. August 1850 in Wien; † 15. März 1913 ebenda), war eine österreichische Malerin und Zeichnerin.

## Leben
Minna von Budinszky war eine Tochter des aus Munkács stammenden ungarischen Landschaftsmalers Josef Budinszky, der 1808 in Wien nachweisbar ist. Sie besuchte eine Klosterschule in St. Pölten, ein Töchterinstitut in ihrer Geburtsstadt Wien und ein Pensionat in Brighton. Ihre künstlerische Ausbildung begann sie, gegen den Widerstand ihrer wohlhabenden Familie, an der Wiener Kunstgewerbeschule, wo sie eine Schülerin des Malers Friedrich Sturm war. Danach nahm sie Unterricht bei Carl Haunold in Wien und ging mit ihm auf verschiedene Studienreisen. Auch von Hermann von Königsbrunn in Graz wurde sie kurzzeitig unterrichtet.
Schließlich ließ Carl Jungheim, den Minna von Budinszky in Hallstatt kennengelernt und zunächst vergeblich um Aufnahme als Schülerin gebeten hatte, sie nach Düsseldorf kommen. Dort unterrichtete Jungheim sie von 1873 bis 1877 in der Landschaftsmalerei. Von dem Maler Karl Wagner, bei dem sie wohnte, erhielt sie außerdem Anregungen in der Figuren- und Genremalerei. Während ihres Aufenthalts in Düsseldorf nahm sie dort 1875 erstmals mit einem Landschaftsbild an einer Kunstausstellung teil.
Ab 1877 lebte und arbeitete Minna von Budinszky in Wien. Sie war Mitglied im Verein der Schriftstellerinnen und Künstlerinnen Wien, dessen Vorstand sie zwischenzeitlich angehörte. 1878 beschickte sie zum ersten Mal eine Ausstellung des Wiener Künstlerhauses. Auch bei Ausstellungen des Österreichischen Kunstvereins in Wien zeigte sie mehrfach ihre Werke. 1887/1888 konnte sie auf internationalen Kunstausstellungen in Adelaide und Sydney Medaillen gewinnen. 1893 nahm sie zusammen mit anderen österreichischen Künstlerinnen wie Tina Blau an der Weltausstellung Chicago teil.
Minna von Budinszky starb 1913 im Alter von 62 Jahren in Wien.

## Werk

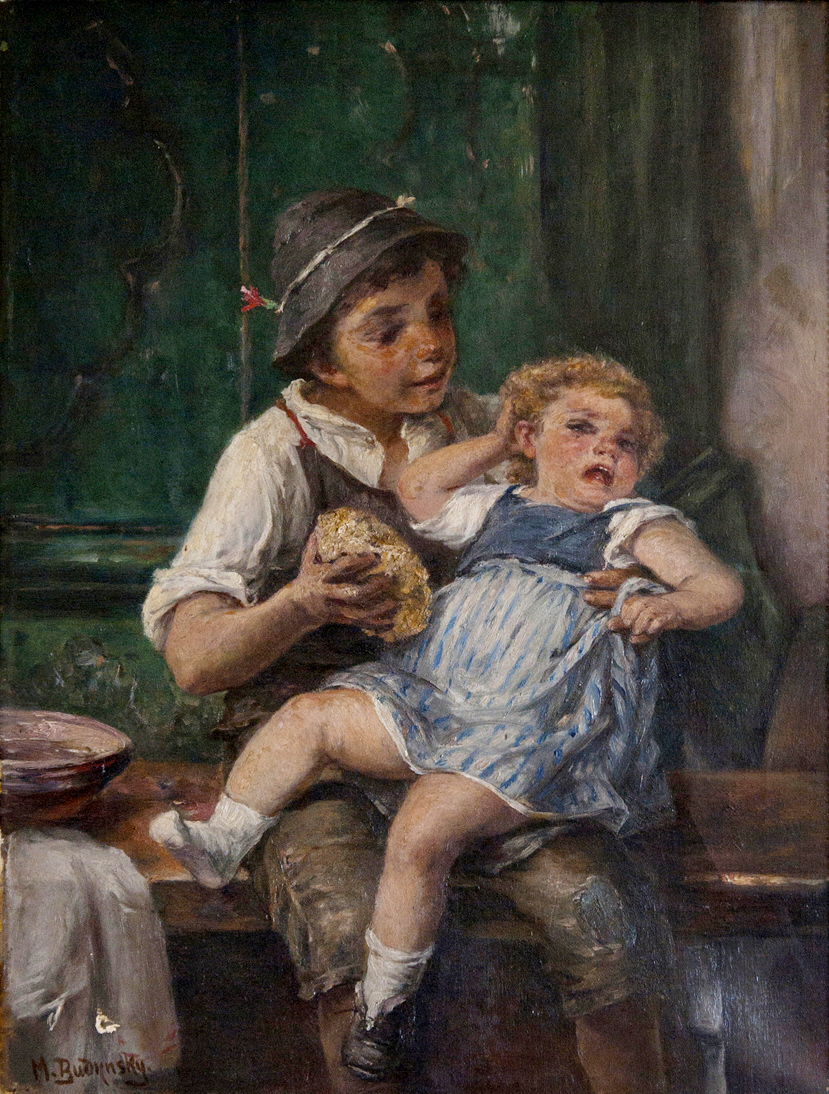
Tiroler Bauernknabe beim Waschen des widerspenstigen Schwesterchens

Minna von Budinszky malte zunächst vor allem Landschaften, mit und ohne Staffage. Später wandte sie sich zunehmend der Genremalerei zu. Internationale Erfolge erzielte sie vor allem mit Genrebildern im Rokoko-Stil. Ihre Genreszenen waren oft humoristisch und volkstümlich, insbesondere mit Kinder- und Bauernmotiven. Reproduktionen ihrer Werke wurden in deutschen und russischen Zeitschriften abgedruckt.
Werke (Auswahl)
- Motiv vom Chiemsee, 1875 Ausstellung in Düsseldorf
- Der Hohe Göll, 1875 Ausstellung des Wiener Kunstvereins
- Motiv aus St. Wolfgang, 1878 Ausstellung des Wiener Künstlerhauses
- Trauliche Stunde, Landschaft mit Staffage, 1882 Ausstellung der Akademie der Bildenden Künste Dresden[4]
- Lorenzo. Römischer Knabe und Marietta. Römisches Mädchen, Studienköpfe, 1883 Ausstellung der Akademie der Bildenden Künste Dresden[5]
- Schlummerlied, Aller Anfang ist schwer, Ganz bei der Sache, Der Egoist, In der Dämmerstunde, 1883, Genrebilder
- Am Weiher, Ölbild, 1885 Ausstellung des Österreichischen Kunstvereins[6]
- Eingefangen, Ölbild, 1888 Ausstellung des Österreichischen Kunstvereins in Wien[7]
- Flirtation,[8] Genrebild im Rokoko-Stil, 1888 Jubiläumsausstellung Sydney (Silbermedaille)
- Sein Leibgericht, Junggesellenwirtschaft, 1889, Genrebilder
- Liebeslied, Genrebild, 1893 Weltausstellung Chicago
- Der Wiesenweg, Ölbild, 1906 Ausstellung des Österreichischen Kunstvereins
- Frau Sorge, Triptychon[9]

## Ausstellungen (Auswahl)
- 1878: Wiener Künstlerhaus
- 1882, 1883: Jahresausstellung der Königlichen Akademie der bildenden Künste in Dresden
- 1887: Internationale Kunstausstellung in Adelaide (Bronzemedaille)
- 1888: Jubiläumsausstellung in Sydney (Silbermedaille)
- 1893: Weltausstellung Chicago[9]